# Crómlech de Amantes 1
El crómlech de Amantes 1 consiste en un conjunto de siete menhires, ubicado en el municipio de Vila do Bispo, en la región del Algarve de Portugal.

## Descripción e historia
El monumento está compuesto por siete menhires del período neocalcolítico, dispuestos en planta con forma de elipse, orientados de este a oeste, y con unos 35 m en el eje más largo y 26 m en el eje más corto. Los menhires fueron tallados en piedra caliza blanca, y tienen forma subcónica o cilíndrica, midiendo entre 0,62 m y 3,70 m de altura. Algunos de los ortostatos están fragmentadas.
Uno de los menhires destaca por la presencia de elementos decorativos ondulados o serpenteantes.
Se encuentran en lo alto de una colina, a 55 m sobre el nivel del mar, en las inmediaciones del arroyo Zorreira, a unos 250 m del conjunto residencial Monte dos Amantes y a 1,8 km de la cabecera comarcal.
En el interior del cromlech se descubrieron varias piezas que datan del 3500 al 2800 a. C., correspondiente al período de transición entre el final del Neolítico y los inicios del Calcolítico, compuesto por hachas, azuelas, muelas, lascas líticas, que pueden atestiguar el uso del sitio como hábitat. El conjunto fue identificado y estudiado por el arqueólogo Mário Varela Gomes en la década de 1970.
A unos 100 m, al este, se encuentra el crómlech de Amantes 2, y en las cercanías se encuentra el yacimiento arqueológico de Amantes, donde se recogieron hachas  mirenses e industria lítica sobre cantos rodados, probablemente del Paleolítico.
El crómlech de Amantes 1 forma parte de un conjunto de monumentos prehistóricos, conocido como Conjunto de menhires de Vila do Bispo, que también incluye las estructuras de Pedra Escorregadia, Casa do Francês, Amantes 2 y Cerro do Camacho. El proceso de clasificación del grupo de menhires de Vila do Bispo se inició con una propuesta de 6 de diciembre de 1979 del Servicio Regional de Arqueología de la Zona Sur, y el 6 de junio de 1983 la Comisión Nacional Provisional de Arqueología emitió un dictamen que respalda su clasificación como Propiedad de Interés Público. La orden de homologación fue emitida el 6 de julio de 1983 por la Secretaría de Estado de Cultura. Sin embargo, el proceso estuvo en suspenso hasta septiembre de 2010, cuando la directora regional de cultura del Algarve, Dália Paulo, anunció que tenía intenciones de completar la clasificación de diecisiete inmuebles en la región antes de fin de año, que ya había sido aprobada como de interés público o nacional, pero aún falta el dictamen final del Instituto de Gestión del Patrimonio Arquitectónico y Arqueológico, y su publicación en el Diário da República. Entre los diversos monumentos que quedarían cubiertos por esta medida se encuentran los cromlechs de Amantes 1 y 2. Esta decisión fue apoyada por el alcalde de Vila do Bispo, Adelino Soares, quien consideró que desarrollaría «el valor megalítico del concejo», habiendo informado también que en ese momento otros grupos de menhires estaban siendo inventariados por los servicios municipales y por Dirección Regional de Cultura, y que en un futuro se podría organizar una ruta megalítica, si se mejoraran los accesos.